# پلکان پنروز

پلکان پنرز

پلکان پِنرُز (به انگلیسی: Penrose stairs) چیزی ناممکن است که توسط لیُنِل پِنرُز و پسرش راجر پنروز آفریده شد. این پلکان که گونه‌ای از سه گوش پِنرُز است، ترسیمی دو بعدی از پلکانی‌است که پله‌هایش در حین بالا آمدن یا پایین رفتن، چهار می پیچند و در عین حال یک چرخهٔ پیوسته را تشکیل می‌دهند، به گونه‌ای که شخص همواره از پلکان بالا می‌رود ولی به بلندای بالاتری نمی‌رسد. به‌وضوح چنین وضعیتی در فضای سه بعدی غیرممکن است.